# 音響インピーダンス
音響インピーダンス（おんきょうインピーダンス、英: acoustic impedance）は、音響について交流電力のインピーダンスの概念を導入した物理量であり、音場において波面に平行で有限な面における、音圧とその面を通過する体積速度（＝粒子速度✕面積）との複素数比である。SI単位は[Pa⋅s/m3](=N⋅s/m5)。

## 概要
電力は電圧と電流の積により表され、その次元がL2 M T−3である仕事率（パワー）であるが、音波について電力に対応する次元の量は、音圧とその面を通過する体積速度（＝粒子速度✕面積）の積により表される音響パワーである。音響パワーは電力と同様に仕事率であり単位はワットである。
この音響パワーを構成する音圧と体積速度について、交流電力における電圧と電流の比であるインピーダンスに対応させ、音圧と体積速度の比を取ったものが音響インピーダンスである。音響インピーダンスは複素数比であり、その実数部を音響抵抗といい、虚数部を音響リアクタンスという。

### 比音響インピーダンス
この音響インピーダンスから面積の要素を除き、音場内のある点における音圧と粒子速度との比を取ったものを比音響インピーダンス（ひおんきょうインピーダンス、英: specific acoustic impedance）という。単位は[Pa⋅s/m]である。比音響インピーダンスは複素数比であり、その実数部を比音響抵抗といい、虚数部を比音響リアクタンスという。

### 特性インピーダンス
また、自由進行平面波の比音響インピーダンスを特性インピーダンス（英: characteristic impedance）といい、ある点の音圧 p [Pa]と粒子速度（振動速度）u [m/s]との複素数比により表される特性インピーダンスzc (=p/u)は、エネルギー損失がない媒質では常に実数であり、p=ρcuから媒質の密度ρ[kg/m3]とその弾性波の伝搬速度 c[m/s]との積ρc [Pa⋅s/m] に等しく、媒質に固有の値をとる。固有音響インピーダンスあるいは固有音響抵抗ともいう。
この実数で表される特性インピーダンス（固有音響インピーダンス）を指して、時に「音響インピーダンス」と言われることがあるが、音響学において音響インピーダンスは交流電力におけるインピーダンスと同様に、複素数比で示される量である。